# Honda B Motor
Der Honda B-Motor ist als reiner DOHC-Motor zum größten Teil als VTEC-Motor in Kompaktautos von Honda verbaut. Man findet ihn im Civic, CRX, CRX Del Sol, Integra, CR-V und in einigen anderen Modellen. Der Hubraum erstreckt sich von 1,6 bis 2,1 l. Alle Modelle bis auf die B20 Motoren sind mit VTEC ausgerüstet. Die Leistungsspanne reicht von 126 bis ca. 200 PS. Die Produktion wurde 1986 aufgenommen und endete 2001 mit der Vorstellung der siebten Generation des Civic.

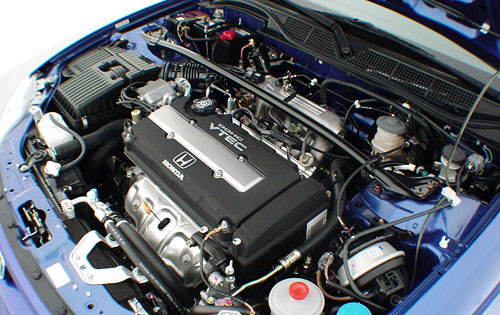
B16A2-Motor

## Motorspezifikationen

### B16
| Code     | Hubraum  | Bohrung × Hub | Verdichtung      | kW (PS) bei 1/min | Nm bei 1/min             | Getriebe     | VTEC | Redl./Begr.                                                                                    | Verbaut in: |
| -------- | -------- | ------------- | ---------------- | ----------------- | ------------------------ | ------------ | ---- | ---------------------------------------------------------------------------------------------- | --- |
| B16A (1) | 1595 cm³ |               | 10,2:1           | 118 (158) / 7600  | 150 / 7000               | S1/J1/Y1/YS1 | ja   |                                                                                                | - 1988–1991 JDM Honda Integra RSi/XSi (DA6/DA8) - 1988–1991 JDM Honda CRX SiR (EF8) - 1988–1991 JDM Honda Civic SiR (EF9)  |
| B16A (1) | 1595 cm³ | 10,4:1        | 130 (170) / 7800 | 157 / 7300        | S4C/Y21 (manche mit LSD) | 8000 / -     | ja   | - 1992–1996 JDM Honda CR-X del Sol SiR (EG2) - 1992–2000 JDM Honda Civic SiRII (EG6/EG9/EK/EJ) | |
| B16A1    | 1595 cm³ | 81,0×77,4 mm  | 10,2:1           | 110 (150) / 7600  | 148 / 7000               | Y2           | ja   | 8000 / -                                                                                       | - 1990–1991 EDM Honda CRX 1.6i-VT (EE8) - 1990–1991 EDM Honda Civic 1.6i-VT (EE9)                                          |
| B16A2    | 1595 cm³ | 81,0×77,4 mm  | 10,2:1           | 118 (160) / 7600  | 150 / 7000               | Y21          | ja   | 8000 / 8450                                                                                    | - 1992–2000 Honda Civic EDM VTi (EG & EK) - 1992–1997 Honda CRX del Sol EDM VTi (EG) - 1999–2000 Honda Civic USDM Si (EM1) |
| B16A3    | 1595 cm³ |               |                  |                   |                          | Y21          | ja   | - / -                                                                                          | - 1994–1995 Del Sol VTEC                                                                                                   |
| B16A4    | 1595 cm³ | 81×77,4 mm    | 10,4:1           | 127 (170) / 7800  | 116-lb-ft / 7300         | Y21          | ja   | - / -                                                                                          | - 1996–2000 Honda Civic SiRII (Asian version) (EK)                                                                         |
| B16A6    | 1595 cm³ | 81×77,4 mm    | 10,2:1           | 118 (158) / 7600  | 151 / 7000               | S4C          | ja   | - / -                                                                                          | - 1996–2000 Honda Civic - Middle East & South Africa VTEC (EK)                                                             |
| B16B     | 1595 cm³ | 81×77,4 mm    | 10,8:1           | 134 (185) / 8200  | 155 / 7500               | S4C mit LSD  | ja   | 8400 / 9000                                                                                    | - 1997–2000 Civic Type R[EK9]                                                                                              |

1 Alle JDM B16A Motoren wurden als "B16A" gestempelt ohne Nummernkennzeichnung nach dem "A"!

### B17
| Code  | Hubraum  | Bohrung × Hub | Verdichtung | kW (PS) / 1/min  | Nm / 1/min | Getriebe | VTEC | Redl./Begr. | Verbaut in:                    |
| ----- | -------- | ------------- | ----------- | ---------------- | ---------- | -------- | ---- | ----------- | ------------------------------ |
| B17A1 | 1678 cm³ | 81,0×81,4 mm  | 9,7:1       | 120 (160) / 7600 | 159 / 7000 | YS-1 (1) | ja   |             | - 1992–1993 Integra GS-R (DB2) |

1 Neues Seilzug-Schaltgetriebe, welches sich von den übrigen B-Getrieben durch eine andere Eingangswelle unterscheidet!

### B18
| Code          | Hubraum  | Bohrung × Hub | Verdichtung | kW (PS) / 1/min  | Nm / 1/min                              | Getriebe                                 | VTEC | Redl./Begr. | Verbaut in: |
| ------------- | -------- | ------------- | ----------- | ---------------- | --------------------------------------- | ---------------------------------------- | ---- | ----------- | --- |
| B18A          | 1834 cm³ | 81×89 mm      | 9,4:1       | 96 (130) / 6100  | 164 / 4700                              | A2N5, E2N5                               | nein |             | - 1986–1989 Accord Aerodeck LXR-S/LX-S (Japan) - 1986–1989 Accord EXL-S/EX-S (Japan) - 1986–1989 Vigor MXL-S (Japan)                                                                          |
| B18A1 (90-91) | 1834 cm³ | 81×89 mm      | 9,2:1       | 96 (130) / 6000  | 150 / 5000                              | S1 (Stange)                              | nein |             | - 1990–1993 Acura Integra usdm "RS/LS/GS" |
| B18A1 (92-93) | 1834 cm³ | 81×89 mm      | 9,2:1       | 100 (140) / 6300 | 159 / 5000                              | YS1 (Seilzug)                            | nein |             | - 1990–1993 Acura Integra usdm "RS/LS/GS" |
| B18B1         | 1834 cm³ | 81×89 mm      | 9,2:1       | 106 (142) / 7000 | 172 / 5200                              | Y80, S80                                 | nein |             | - 1994–2001 Acura Integra "RS/LS/GS/SE" (DC4/DB7) |
| B18C          | 1797 cm³ | 81×87,2 mm    | 10,6:1      | 132 (180) / 7200 | 174 / 6200                              | S80, Y80, S80 w/LSD, Y80 w/LSD           | ja   | - / 8200    | - JDM Honda Integra SiR-G |
| B18C          | 1797 cm³ | 81×87,2 mm    | 11,1:1      | 147 (200) / 8000 | 172 / 7500(96specR) 181 / 6200(98specR) | J4D (96specR w/LSD)N3E (98specR w/LSD)   | ja   | 8400 / 8600 | - JDM Honda Integra Type R |
| B18C1         | 1797 cm³ | 81×87,2 mm    | 10,0:1      | 125 (170) / 7600 | 173 / 6200                              | Y80 yes                                  | ja   |             | - 1994–2001 Honda/Acura Integra GS-R (DC2 & DB8) |
| B18C2         | 1797 cm³ |               | 10,6:1      | 125 (170) / 7600 | 175 / 6200                              | Y80 (kein LSD) 5-Gang manuelle Schaltung | ja   | 8200 / 8300 | - 1994–1999 Honda Integra VTi-R - AUDM Spec 1993–1999 Honda Integra VTi-R |
| B18C3         | 1797 cm³ |               |             | 141 (192) / 8200 | 172 / 7500                              |                                          | ja   |             | - 1995–1998 Acura Integra Type R |
| B18C4         | 1797 cm³ |               | 10,0:1      | 124 (169) / 7600 | 158 / 6200                              | S9B mit LSD                              | ja   | - / 8200    | - 1996–2000 UK Civic 1.8i VTi 5-door Hatch - 1996–2000 UK Civic Aerodeck 1.8i VTi 5-door Wagon - 1998–1999 EU Civic Aerodeck 1.8i VTi 5-door Wagon - 1998–1999 EU Civic 1.8i VTi 5-door Hatch |
| B18C5         | 1797 cm³ | 81×87,2 mm    |             | 141 (192) / 8200 | 172 / 7500                              | S80 mit LSD                              | ja   |             | - USDM DC2 Acura Integra Type-R (Integra Type-R) - 1997–2001 Integra Type-R (99 nicht verbaut)                                                                                                |
| B18C6         | 1797 cm³ | 81×87,2 mm    | 11,1:1      | 140 (190) / 7900 | 178 / 7300                              | S80 mit LSD                              | ja   | 8400 / 8600 | - 1998–2001 Honda Integra UK and Euro Spec Type R |
| B18C7         | 1797 cm³ |               |             | 141 (192) / 8200 | 172 / 7500                              |                                          | ja   |             | - 1996– Honda Integra Type R (Australia) |

### B20
Der B20A3 und der B20A5 sind nicht in allen Fällen kompatibel mit der übrigen B-Motoren-Familie.
| Code         | Hubraum  | Bohrung × Hub | Verdichtung | kW (PS) / 1/min  | Nm / 1/min | Getriebe | VTEC | Redl./Begr. | Verbaut in:                    |
| ------------ | -------- | ------------- | ----------- | ---------------- | ---------- | -------- | ---- | ----------- | ------------------------------ |
| B20B (96-98) | 1973 cm³ | 84×89 mm      | 8,8:1       | 109 (146) / 5400 | 178 / 4300 |          | nein | 6300 / -    | - JDM Honda CR-V, Honda Orthia |
| B20B (99-00) | 1973 cm³ | 84×89 mm      | 9,6:1       | 109 (146) / 5400 | 180 / 4300 |          | nein | 6300 / -    | - JDM Honda CR-V, Honda Orthia |
| B20Z         | 1973 cm³ | 84×89 mm      | 9,6:1       | 109 (146) / 6400 | 180 / 4500 |          | nein | 6900 / -    | - USDM 1999–2001 Honda CR-V    |